# 구보 다케후사
구보 다케후사(일본어: 久保 建英 쿠보 타케후사[*], 2001년 6월 4일 ~ )는 일본의 축구 선수로 포지션은 공격형 미드필더, 윙어이다. 현재는 레알 소시에다드 소속으로 뛰고 있다.
FC 바르셀로나 유스팀 시절 리오넬 메시와 포지션, 플레이 스타일이 비슷해서 일본에서는 일본의 메시(일본어: 和製メッシ 와세이 멧시[*])라고 한다.

## 어린 시절
구보는 2001년 6월 4일 가나가와현 아사오구에서 태어났다. 그는 만 3세이던 2004년부터 축구를 시작했고, 2010년 가와사키 프론탈레에서 유스 데뷔했다. 이후 스페인으로 유학을 가면서 2011년 FC 바르셀로나의 유스팀으로 이적했다. 스페인으로 유학 생활로 인해 구보는 스페인어를 유창하게 할 수 있다. 이후 국내로 복귀하며 2015년 FC 도쿄에 입단했고, 2016년 프로팀으로 승격해 프로로 데뷔했다.

## 클럽 경력

### FC 도쿄
2016 시즌에서 11월 5일에 열린 AC 나가노 팔세이로전에서 교체출전해 역대 J리그 최연소 출장 기록을 세웠다.
2017 시즌에서 세레소 오사카를 상대로 골을 넣어 J리그 역사상 최연소 득점자가 되었다. 동년 11월 26일에는 1부 리그에서의 데뷔전을 치뤘다.
2019 시즌에서는 16경기에서 5골 3도움을 했다.

### 레알 마드리드 CF
이후 2019 시즌 중도 FC 바르셀로나와 함께 스페인에서 대표적인 축구구단인 레알 마드리드 CF로 이적해 4년만에 스페인으로 복귀했다.

### 레알 소시에다드
2022년 7월 19일, 레알 소시에다드로 이적했다. 이적료는 €6M이며, 이는 아시아의 축구선수 중 최대 이적료이다.

## 국가대표팀 경력
2017년 5월 FIFA U-20 월드컵, 10월 FIFA U-17 월드컵에 출전했다.
그는 2019년 6월 9일 엘살바도르과의 경기에서 일본 국가대표팀에 데뷔했다. 2019년 코파 아메리카에 출전했다.
2020년 하계 올림픽에도 출전했다. 6경기에 출전, 3득점을 넣어서, 4강 진출에 기여했다.
2022년 FIFA 월드컵에 출전해서 독일 축구 국가대표팀과 스페인 축구 국가대표팀을 꺾는 이변을 일으키며 팀의 16강 진출을 이끌었다.
2023년 9월 독일 축구 국가대표팀과의 친선전 (독일 홈 경기) 에서 골을 넣어 4-1로 대승을 거뒀다.
2023년 AFC 아시안컵에는 부상으로 출전이 불투명해졌으나, 일단 출전했다.

## 통계
| 일본 | 일본 | 일본 |
| 연도 | 출전 | 득점 |
| ---- | ---- | ---- |
| 2019 | 7    | 0    |
| 2020 | 4    | 0    |
| 2021 | 2    | 0    |
| 2022 | 9    | 1    |
| 2023 | 7    | 2    |
| 2024 | 11   | 2    |
| 통산 | 40   | 5    |

## 개인 수상
- 일본 선수협회 올해의 팀 : 2022, 2023
- 레알 소시에다드 올해의 선수 : 2022-23
- 라 리가 이달의 선수 : 2023년 9월
- UEFA 선정 라리가 올해의 발전 : 2019-20